# Couteau Bowie
Pour les articles homonymes, voir Bowie.
 (janvier 2016).
Si vous disposez d'ouvrages ou d'articles de référence ou si vous connaissez des sites web de qualité traitant du thème abordé ici, merci de compléter l'article en donnant les références utiles à sa vérifiabilité et en les liant à la section « Notes et références ».

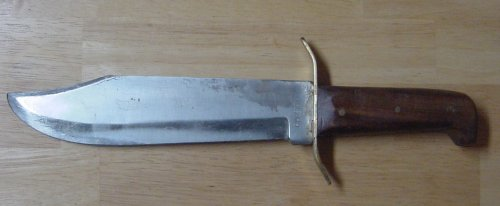
Un couteau Bowie.

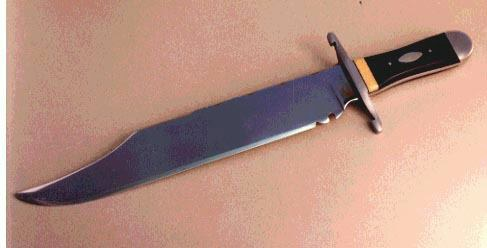
Un couteau Bowie.

Le couteau Bowie, parfois appelé cure-dent de l'Arkansas (« Arkansas toothpick »), est un genre de couteau dont la popularité vient de son usage intensif fait par le colonel James Bowie, qui en créa la légende et le démocratisa.

## Histoire

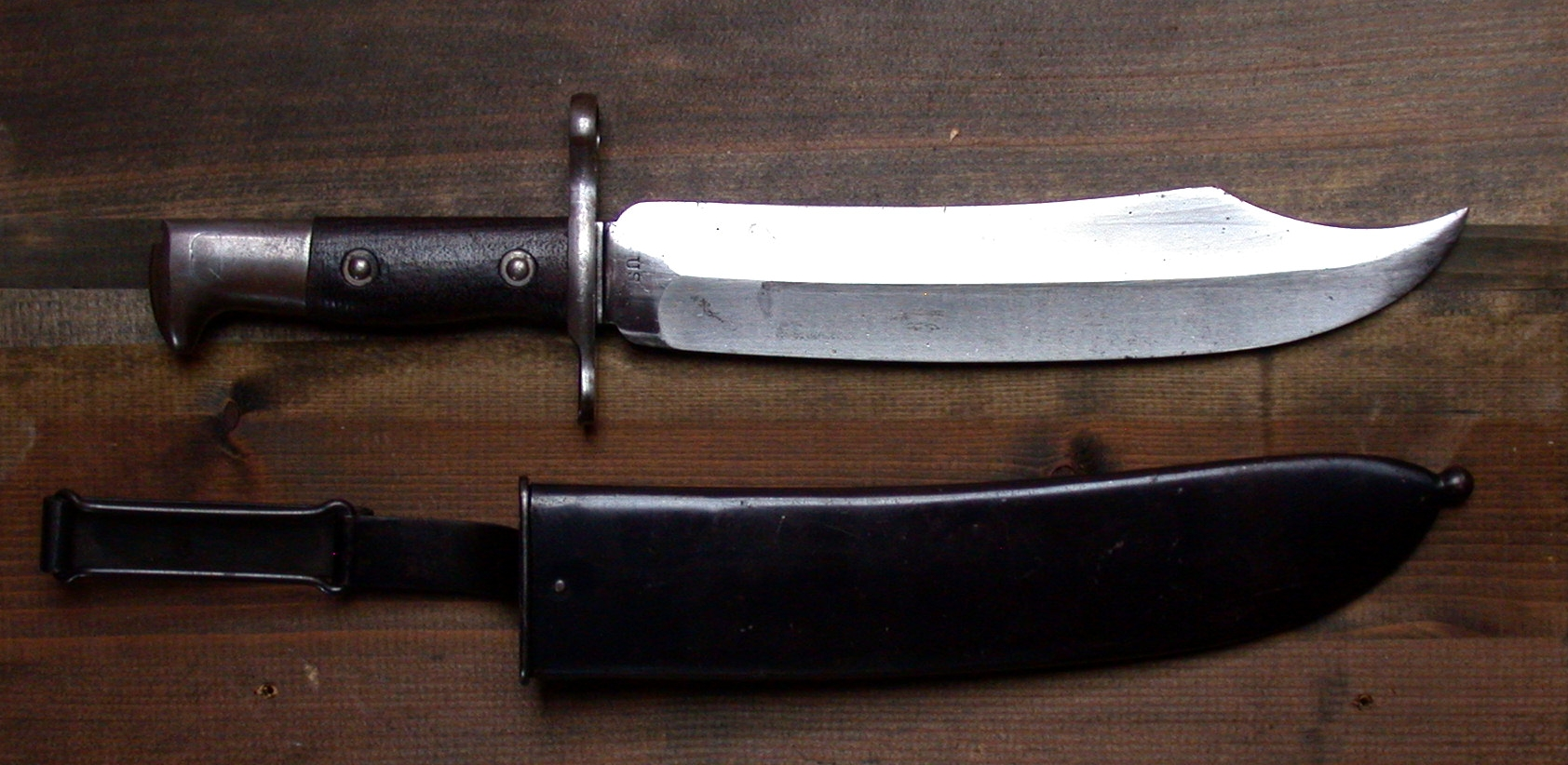
« Bowie Bayonet » pour le fusil Krag-Jorgensen 1898, marqué US 1900.

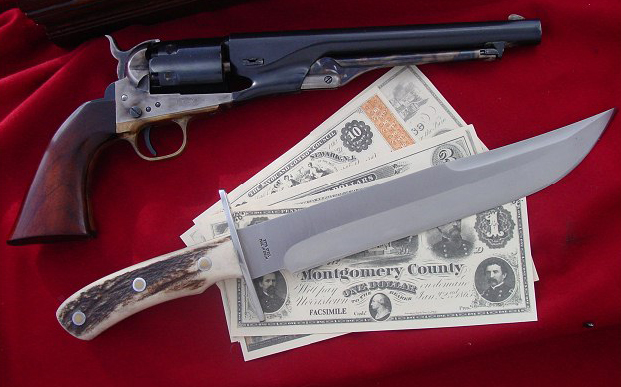
Un couteau Bowie.

L'histoire du Bowie remonte aux premières heures du Moyen Âge. Les peuples germaniques, celtes et scandinaves ont pour habitude d'utiliser à la guerre de longs couteaux qui sont à la fois des armes et des outils de la vie de tous les jours (utilisés pour les travaux agricoles, la chasse ou même purement destinés à la guerre). Ces couteaux ont des tailles variables, leurs lames mesurant de 10 à 80 cm (le terme « couteau » est donc tout relatif). Une forme particulière, à dos et tranchant parallèle jusqu'à une « brisure » sur le dos formant un angle vif rejoignant le tranchant pour former une pointe, le scramasaxe, s'impose.
Avec le temps, cette forme disparait plus ou moins, elle évolue ou est tout bonnement abandonnée pour des formes plus à la mode ou plus efficaces dans la conception de l'époque de ce qu'est un couteau. Néanmoins, elle perdure jusqu'à la fin du Moyen Âge, notamment en Espagne. À l'époque des premières armes à feu, les premières baïonnettes apparaissent. D'abord formées d'une soie qu'on enfile à l'intérieur du canon par la bouche (d'où le nom de « baïonnette bouchon » de ces objets) puis attachées sur le côté du canon, ces baïonnettes prennent de nombreuses formes mais c'est en Espagne, lieu où la forme du scramasaxe a perduré, que les premières lames du type « bowie » apparaissent : le décroché droit formant un angle vif avec le dos de la lame est adouci, il subit une courbure rentrante et le tranchant n'est plus droit mais courbé sur son dernier tiers pour rejoindre le dos, de telle sorte que la pointe soit en parfait alignement avec le point de fixation du couteau sur le fusil.
À ce stade, la forme du Bowie est déjà aboutie et elle ne changera pas, ou si peu, durant toute son existence. Les Espagnols ayant colonisé les Amériques, ces anciennes baïonnettes, d'une grande qualité (chose rare pour les baïonnettes, d'ailleurs, puisque ce sont souvent des pièces d'acier industrielles d'une qualité médiocre et fabriquées en grandes séries), ont été transformées en couteaux par simple adjonction de plaquettes sur les flancs de la semelle. Les forgerons et industriels de l'armement mexicains et américains ont alors commencé à fabriquer des lames de ce type et de cette forme pour les colons et les trappeurs, le Bowie était né. Il faudra néanmoins attendre James Bowie et, surtout, sa légende, pour populariser ce couteau imposant, lourd et long, sommaire mais efficace, à travers l'Ouest américain.

## Description

### Description générale
Le Bowie est un couteau de forte taille, les lames allant d'environ 15 cm à parfois plus de 35, bien que la majorité des Bowie "historiques" (disons du XIXe siècle) aient des lames de 20 à 30 cm. Il possède souvent une garde à deux quillons, bien qu'elle ne soit pas toujours présente ni forcément sous cette forme.

### La poignée
Le couteau est, dans la très grande majorité des cas, monté en plate semelle et non sur soie, parce que ce type de montage est très solide et, surtout, parce qu'il permet de facilement fabriquer une nouvelle poignée à l'arme si celle-ci est détruite : deux plaques de bois ou un simple bout de corde suffit pour constituer une poignée simple mais efficace, chose impossible avec un montage sur soie. La corne, l'os, l'ivoire ou les bois de cervidés étaient très répandus pour former les plaquettes de la poignée.

### La lame

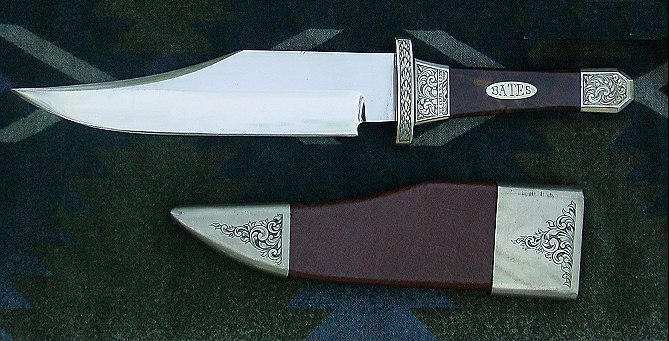
Un couteau Bowie ouvragé avec son fourreau.
Le « clip point » (partie de la lame qui à l'apparence d'avoir le tiers antérieur « coupé ») est bien visible.

La lame la plus fréquente sur les bowie est une lame de type « Clip-Point » à simple tranchant et contre-tranchant affûté avec ricasso à l'index. Cela signifie que la lame ne possède qu'un seul tranchant complet, le dos n'étant affûté (ou du moins aminci) que sur sa dernière portion vers la pointe, parfois jusqu'à 50 % de sa longueur mais jamais totalement.
La forme générale de la lame présente un dos droit jusqu'à un décroché situé, environ, sur tout son troisième tiers. Le tranchant est parallèle au dos jusqu'à un certain point, variable, où il rejoint le décroché du dos pour former une pointe en parfait alignement avec la poignée, afin d'offrir un pouvoir d'estoc très important. Le tranchant possède très souvent un ricasso destiné à placer l'index par-dessus la garde dans le but d'approcher la main le plus possible du centre de gravité de la lame. Cette pratique est utile pour obtenir une coupe précise (pour dépecer un animal, par exemple) ou pour donner un coup d'estoc précis et puissant.
Cette forme de lame, bien qu'étant la plus répandue, n'est pas la seule existante. Il a existé des bowie de forme « drop-point » (à dos « fuyant » vers l'arrière mais sans décroché marqué comme sur la forme clip point) ou à lames symétriques (dagues), ces deux formes étant souvent rencontrées avec deux tranchants complets au lieu d'un tranchant et d'un contre-tranchant.
La forme de la lame permet au couteau Bowie d'être une arme aussi bien qu'un outil adapté pour chasser, pêcher ou camper. C'est un couteau robuste, adapté à un usage intensif et capable de supporter d'être maltraité en permanence.
Facilement reconnaissable par son style, il est très populaire. Le Ka-Bar des US Marines est un excellent exemple de Bowie.

## Affaires criminelles
Le 27 juillet 1969, Bobby Beausoleil, membre de la « famille Manson », tue Gary Hinman avec un couteau Bowie.
Le 14 avril 1865, George Andréas Atzerodt (1835-65), complice de l'acteur John Wilkes Booth l'assassin du président Abraham Lincoln, était chargé le soir même, de tuer le vice-président Andrew Johnson, au lieu de cela il se soûla, mais éveilla les soupçons à trop parler. Lors d'une perquisition dans sa chambre d’hôtel, la police retrouva un document appartenant à Booth, un revolver et un couteau Bowie qui devait servir pour son forfait. Il fut condamné à mort, puis pendu.

## Dans la fiction

### Littérature
- Dans le roman Dracula (1897) de Bram Stoker, ainsi que dans plusieurs de ses adaptations cinématographiques, un couteau Bowie est utilisé pour tuer le vampire.
- Le Bowie Knife est très présent dans l'oeuvre de Jules Verne, c'est presque un cliché (ou une façon de faire "couleur locale") dans ses romans, dès que l'action se situe dans les régions encore semi-sauvages des Etats Unis(que Jules Verne visita après avoir pris passage sur le fameux Great Eastern ) ou met en scène des marins américains. On trouve des références à ce couteau emblématique dans De la Terre à la lune (dans les mains du personnage Tom Hunter [2] ), dans 20 000Lieues sous les Mers , Dans Robur le Conquérant (manipulé par l'oncle Prudent [3]),... et dans bien d'autres ouvrages de Jules Verne
- Dans la trilogie La Faucheuse (2017, 2018, 2019) de Neal Shusterman, les faucheurs texans n'utilisent que le couteau Bowie comme arme de glanage.
- Dans le roman My absolute darling  (2017, 2018 pour la France) de Gabriel Tallent, Turtle obtient un couteau Bowie.

### Cinéma
- Dans la Maitresse de Fer (1952), Jim Bowie (Alan Ladd) fait forger son fameux poignard à l'aide du métal d'une météorite.
- Dans Alamo (1960), Jim Bowie (Richard Widmark) est reconnu par Davy Crockett (John Wayne) grâce à son couteau Bowie.
- Dans la saga commencée par Vendredi 13 (1980), le tueur Jason utilise un couteau Bowie.
- Dans la saga commencée par Rambo (1982), le Bowie est le couteau de prédilection de John Rambo.
- Dans la trilogie commencée par Crocodile Dundee (1986), le héros en porte toujours un avec lui.
- Dans la franchise Scream et chacun de ses films (1996-2011), le tueur utilise un couteau Bowie.
- Dans The Punisher (2004), Howard Saint (John Travolta) raconte l'origine du Bowie (01h36).
- Dans La Maison de cire (2005), un couteau Bowie est utilisé par un équarrisseur.
- Dans Inglourious Basterds (2009), le lieutenant Aldo Raine (Brad Pitt) utilise un couteau Bowie pour marquer au front ses victimes nazies.
- Dans Jennifer's Body (2009), Jennyfer (Megan Fox) est sacrifiée par un groupe de rock à l'aide d'un couteau Bowie.

### Télévision
- Dans la série Lost : Les Disparus, Locke (Terry O'Quinn) possède parmi ses nombreux couteaux un couteau Bowie.
- Dans la série d'animation Evangelion, les Evas peuvent utiliser un couteau appelé « Progressive Knife », qui ressemble à un couteau Bowie.
- Dans le film et la mini-série Wolf Creek, le tueur en série Mick Taylor est armé d'un couteau Bowie.
- Dans la série Breaking Bad, le couteau Bowie est utilisé par Tuco, le narco-trafiquant. Il se sert régulièrement de sa pointe pour sniffer de la méthamphétamine.
- Dans la série Happy Tree Friends (2000), Flippy utilise un couteau Bowie pour commettre ses meurtres.

### Bande dessinée
- Dans les comics de la maison d'édition Marvel Comics, le personnage Warpath utilise deux couteaux Bowie en vibranium offerts par Tornade.

### Jeux vidéo
- Dans les jeux de la saga Battlefield.
- Dans Call of Duty: World at War, le couteau Bowie est obtenu sur un mur dans le niveau bonus « Der Riese ».
- Dans Call of Duty: Black Ops, le couteau Bowie est obtenu sur un mur dans la plupart des cartes du mode zombie.
- Dans Call of Duty: Black Ops II, le couteau Bowie est obtenu sur un mur dans la plupart des cartes du mode zombie.
- Dans Call of Duty: Black Ops III, le couteau Bowie est obtenu sur un mur dans la plupart des cartes du mode zombie.
- Dans Call of Duty: Black Ops IIII, le couteau Bowie est obtenu sur un mur dans la plupart des cartes du mode zombie.
- Dans Counter-Strike.
- Dans Counter-Strike: Global Offensive, un couteau Bowie peut être trouvé en ouvrant une caisse « The Wildfire collection »[4].
- Dans Metal Gear Solid: Portable Ops, le couteau Bowie est l'arme préférée de Gene.
- Dans Red Dead Redemption.
- Dans .Fallout: New Vegas, plus précisément le DLC "Lonesome Road". Sa version "unique" (la sieste sanglante) est par ailleurs une des meilleures armes blanches du jeu